# Debuutalbum
Een debuutalbum is het eerste officieel uitgebrachte studioalbum waarmee een muziekgroep of -artiest zijn debuut maakt. Veelal worden voor het debuutalbum reeds demo's opgenomen en singles of ep's uitgebracht.
In veel gevallen is het debuutalbum genoemd naar de uitvoerende artiest zelf (bijvoorbeeld bij Madonna, 1983 en Franz Ferdinand, 2004). In uitzonderlijke gevallen geldt dat ook voor de tweede titel (Queen, 1973 en Queen II, 1974). De eerste vier soloalbums van Peter Gabriel heten simpelweg Peter Gabriel en worden met bijnamen aangeduid om ze te onderscheiden. Het eerste en derde Weezer-album heten zoals de band, en worden onderscheiden door de verschillende kleuren van de hoezen (blauw en groen).

## Voorbeelden van bekende debuutalbums

### Hoogtepunten
Debuutalbums van artiesten die tegelijkertijd als het hoogtepunt van het oeuvre worden gezien.
- Lloyd Cole and the Commotions: Rattlesnakes (1984). Een veelbelovend begin van een Britse band die hoog scoorde in diverse hitlijsten maar dit later niet meer kon evenaren (in de ogen van de pers althans).
- The Stone Roses: The Stone Roses (1989). Dit album startte min of meer de hele britpopstroming, maar de enige opvolger, Second Coming (1994), kon dit album niet evenaren.
- Rage Against the Machine: Rage Against The Machine (1992). Geen van de opvolgers was zo succesvol en invloedrijk als het debuut. Bevat bovendien het bekendste nummer van de band: Killing in the Name.

### Succesvolle debuutalbums
Bekende debuutalbums van succesvolle bands.
- The Beatles: Please Please Me (1960). Met Love Me Do en het titelnummer als grote hits was het debuutalbum van The Beatles meteen al een succes.
- Van Halen: Van Halen (1979), gouden status in Amerika binnen drie maanden.
- U2: Boy (1980). Hoewel een aantal latere albums bekender is, gooide U2 met zijn debuutalbum al hoge ogen.

### Minder succesvolle debuutalbums
Albums die achteraf gezien als een van de mindere werken van de band worden beschouwd.
- Doe Maar: Doe Maar (1979). Deze plaat werd uitgebracht in een bandsamenstelling zonder Henny Vrienten, die zich pas een jaar later bij de band voegde. De single Ik zou het willen doen haalde de tipparade.
- Nirvana: Bleach (1989). Het debuutalbum van Nirvana werd voor 600 dollar opgenomen en verscheen op een klein label ruim voor de band doorbrak met Nevermind.
- Radiohead: Pablo Honey (1993). Ondanks de single Creep en de internationale doorbraak wordt het album zowel door fans als door de band zelf als het minst interessante Radiohead-album beschouwd.
- The Choice: The Great Subconscious Club (1993). Dit eerste album van de band die later haar naam veranderde in K's Choice was lang niet zo succesvol als opvolgers als Paradise In Me en Cocoon Crash.

### Enige album
Artiesten die nooit verder kwamen dan een debuutalbum.
- Sex Pistols: Never Mind the Bollocks (1977). Door velen gezien als het eerste echte punkalbum, maar ook het enige echte album dat de band uitgaf.
- Jeff Buckley: Grace (1994). Live-opnamen en onafgemaakte songs niet meegeteld is dit het enige album dat de in 1997 overleden muzikant uitbracht.

## Trivia
- In 1990 won het Frans-Duitse popduo Milli Vanilli een Grammy Award voor hun debuutalbum. Later bleek dat ze zelf geen noot op het album gezongen hadden en moesten ze hun Grammy Award weer inleveren.[1]
- Björk bracht in 1993 een album met de titel Debut uit. Dit was echter niet haar debuutalbum, want eerder bracht ze al Björk (1977) en Gling-Gló (1990) uit. Deze albums worden echter niet als serieuze solo-albums gezien, omdat het ene vooral kinderliedjes bevatte, en het andere een samenwerking met een jazz-trio was.